# بيترو ميسيل
بيترو ميسيل (بالهولندية: Simone Angel)‏ هي مذيعة ومقدمة تلفزيونية ومغنية هولندية، ولدت في 25 ديسمبر 1971 في فوردن في هولندا.

## وصلات خارجية
- بيترو ميسيل على موقع IMDb (الإنجليزية)
- بيترو ميسيل على موقع ميوزك برينز (الإنجليزية)
- بيترو ميسيل على موقع ديسكوغز (الإنجليزية)
- بيترو ميسيل على موقع قاعدة بيانات الفيلم (الإنجليزية)